# 徐名材
徐名材（1889年—1951年），字伯隽，男，浙江鄞县人，中国化工专家、教育家，曾任中国化学会监事。

## 家庭
儿子徐世焘。